# Andrzej Czermiński
Andrzej Czermiński (Czermieński) herbu Ramułt (zm. w 1735 roku) – stolnik latyczowski w latach 1724–1733.
Poseł województwa podolskiego na sejm 1732 roku.